# 多劫姫
多劫姫（たけひめ、天文22年（1553年） - 元和4年6月7日（1618年7月28日））は、戦国時代から江戸時代前期にかけての女性。久松俊勝の娘。母は於大の方で、徳川家康の異父妹。桜井松平忠正の室、のち松平忠吉の室、さらに保科正直の室。亀姫とも。

## 生涯
天文22年、尾張国阿古居城（現在の愛知県知多郡阿久比町）にて、久松俊勝と於大の娘として生まれる。
初め、松平忠正に嫁ぎ、家広を産んだ。しかし、天正5年（1577年）に夫が死去したため、その弟・忠吉に再嫁した。忠吉との間に二子（松平信吉、松平忠頼）を儲けたが、天正10年（1582年）に夫が死去し、多劫姫は再び寡婦となった。
天正12年（1584年）、信濃国高遠城主、保科正直に再々嫁し、保科正貞、北条氏重、大涼院（黒田長政継室）、清元院（安部信盛室）、貞松院（小出吉英室）、高運院（加藤明成室）の二男四女を儲けた。
元和4年（1618年）、死去した。戒名は長元院。

## 血筋
- 曾孫に大岡忠相がいる。
多劫姫―北条氏重―大岡忠高室―大岡忠相